# Диокл (историк)
Диокл Пепарефский (др.-греч. Διοκλῆς ὁ Πεπαρήθιος; в конце IV века до н. э. — начало III века до н.э.) — древнегреческий историк с острова Пепарефоса (сегодня это Скопелос).
Его произведения на сегодня потеряны, они были посвящены истории Персии и Древнего Рима. Квинт Фабий Пиктор и Плутарх в своих исторических произведениях отдавали ему дань. Они использовали произведения Диокла как источник для своих историй раннего Рима, его традиций и древнегреческих связей. Собственные источники самого Диокла неизвестны. Вероятно, он имел доступ к самым ранним римских источников и традиций, которые подверг интерпретациям и интерполяциям с древнегреческой точки зрения. Известно, что Диокл много путешествовал, был сдержанным и непритязательным. Есть даже такое свидетельство, что Диокл «пил холодную воду до дня своей смерти».